# Blauwe trap
De blauwe trap (Eupodotis caerulescens) is een vogel uit de familie van de trappen (Otididae).

## Verspreiding en leefgebied
Deze soort is endemisch in oostelijk Zuid-Afrika.

## Status
De grootte van de populatie wordt geschat op 8-10 duizend volwassen vogels. Op de Rode lijst van de IUCN heeft deze soort de status gevoelig.  